# Pectinodonta gilbertvossi
Pectinodonta gilbertvossi is een slakkensoort uit de familie van de Pectinodontidae. De wetenschappelijke naam van de soort is voor het eerst geldig gepubliceerd in 1971 door Olsson.